# Klášter svatého Antonína (Castrojeriz)
Klášter svatého Antonína (španělsky Monasterio de San Antón) se nachází v blízkosti města Castrojeriz v provincii Burgos, v severní části země. Pozůstatky kláštera se nacházejí 3,3 km od centra města, na Svatojakubské cestě.
Klášter byl budován v 12. století a dokončen v roce 1146. Původně areál sloužil jako královská rezidence. Později byl přestavěn francouzskými mnichy z řádu antonitů (který byl později zrušen). Byl pod ochranou tehdejšího krále Alfonsem VII. Vývoj kláštera probíhal postupně a současná podoba pochází ze 14. století. Jeho součástí byl trojlodní gotický kostel, z něhož se dochovalo několik oblouků a vysoká gotická okna. Okolo kláštera se nacházejí nižší budovy; středem původního areálu kláštera dnes prochází asfaltová cesta. Po zrušení řádu Antoniánů připadl klášter nedalekému kostelu Nuestra Señora del Manzano. V 19. století začal postupně chátrat.
V současné době je areál kláštera v soukromém vlastnictví a není otevřen veřejnosti. Existuje zde i jednoduchá ubytovna pro poutníky Svatojakubské cesty.